# Cedrela lilloi
Cedrela lilloi är en tvåhjärtbladig växtart som beskrevs av C. Dc.. Cedrela lilloi ingår i släktet Cedrela och familjen Meliaceae. Inga underarter finns listade i Catalogue of Life.